# ドーナツ・ドド
『ドーナツ・ドド』（Donut Dodo）は、ルクセンブルクのインディーゲームスタジオpixel gamesが開発し2022年6月3日に発売したサイドビューの固定画面アクションゲーム。exA-Arcadia版は『ドーナツドードードゥ！』（Donut Dodo Do!）のタイトルでリリースされている。

## 概要
本作は、もしも1983年のアーケードゲームが今日に復活したら、というコンセプトで制作され、昔ながらの画面比率（4:3）と16色のパレットによる描画が用いられている。プレイヤーはパン屋のBilly Burnsを操作し、ドードーのような鳥Donut Dodoなどの妨害を避けながらステージ内のドーナツをすべて集めればステージクリアとなる。
最初のリリース日の2022年6月3日にはSteam、iiRcade、Atari VCS版が発売され、その後、欧米のNintendo Switch版が2022年12月1日に発売（日本では2023年1月19日発売）、続いてEvercade版が2023年4月5日に発売、そしてアーケードゲーム基板のexA-Arcadia版が2023年5月31日に稼働開始された。なお、Google Stadiaでのリリースも予定していたが、配信の準備が整った2時間後にサービス終了が発表されるという憂き目にあい発売に至らなかった。
本作の楽曲は、「CosmicGem」ことショーン・バイロー（Sean Bialo）が手掛けており、制作には、Nintendo Entertainment System/ファミリーコンピュータの音色の楽曲を作成するソフト「FamiTracker」を使用している。日本では、Nintendo Switch版が発売された直後から、高揚感のある楽曲の数々に注目が集まり、ゲーム音楽作曲家たちの間でも曲の凄さが話題となった。こうした日本での好評を受けて、ショーン・バイローは自身のSNSアカウント上で感謝の意を示している。その後の2023年9月20日には、日本のディスクユニオンのレーベル「CASSETRON」より、「ドーナツドードー オリジナル・サウンドトラック」がCDと7インチレコードの2形態で発売された。配信形式のサウンドトラックは2021年時点で既にリリースされているが、商品化はこれが世界初となる。商品内にはショーン・バイローへのインタビューも掲載された。

## システム
操作キャラクターは、通常版ではBillyで、2人同時プレイに対応している『ドーナツドードードゥ！』ではBillyとBella（Billyの妻）のどちらかを選択する。2人に個体差はない。以降の説明ではBillyを操作キャラクターとする。
Billyは左右方向への移動、ジャンプ、はしごやロープの昇降が可能で、敵への攻撃手段は持たない。ステージの左右の端は繋がっており、片方の端に進むともう片方の端から出る。
ステージ内には15個の小さなドーナツと1個の巨大なドーナツが配置されており、小さなドーナツをすべて集めてから最後に巨大なドーナツに触れればステージクリアとなる。小さなドーナツを最初に1個取るとそれ以外のドーナツのうち1個が光り、以降、光るドーナツを取るごとに別のドーナツ1個が光る。ドーナツを取る順番はプレイヤーの自由でステージクリアと関係ないが、光るドーナツを連続で取ることで、獲得スコアが大幅に上昇するコンボ状態となる。また、各ステージではサクランボなどの高得点アイテムが1度だけ一定時間のみ出現する。
初期のライフは3つで、Billyが敵などに触れるとミスになってライフが1つ減り、スタート地点に戻されて即時に再スタートする。ライフが尽きるとゲームオーバーで、コンティニュー機能はない。スコアが15000点（『ドーナツドードードゥ！』では100000点）の倍数となるごとにライフが1つ増える。
ゲームモードは、通常版と『ドーナツドードードゥ！』で内容が異なる。通常版では、難易度EASYとMEDIUMそれぞれ5ステージ（合計10ステージ）を続けてプレイする「EASY-MEDIUM」、難易度MEDIUMとHARDそれぞれ5ステージ（合計10ステージ）を続けてプレイする「MEDIUM-HARD」、5ステージをプレイしクリアタイムを競う「SUGAR RUSH SPEEDRUN」の3つがある。一方、『ドーナツドードードゥ！』では、難易度EASY、NORMAL、HARDそれぞれ6ステージ（合計18ステージ）を続けてプレイする「ARCADE MODE」と、難易度を設定して6ステージをプレイしスコアを競う「SCORE ATTACK」の2つとなっている。

## ステージ
FUN HOUSE FIASCO
昇降用のはしごが多く配置されている。小さなドーナツをすべて取得すると、巨大なドーナツのある足場に繋がるはしごが現れる。
巨大なドーナツは画面上部にある。Dodoは巨大なドーナツの前を往復しながら火球を放ち落下させる。
CONSTRUCTION SITE CHAOS
足場のあるエリアが左右に分断されており、画面中央下部には針山が、画面中央上部にはエリア同士をつなぐロープがある。
巨大なドーナツは画面中央で鎖に繋がれた状態で上下している。Dodoは巨大なドーナツの上に乗っており、Billyのほうを向いて火球を水平方向に吐き出す。
FERRIS WHEEL FRENZY
前ステージと同様に足場のあるエリアが針山で左右に分断されており、画面中央では4つの足場が付いた観覧車が回っている。
巨大なドーナツは観覧車の中央にある。Dodoは観覧車の足場の1つに乗った状態でBillyに向けて火球を水平方向に吐き出す。また、針山の上にあるボンベから風船が現れて上昇し、Billyがこれに当たるとミスになる。
CANDY STORE CRUSH
画面中央下部の針山の上を足場が左右に往復している。左右のエリアそれぞれにロープが3本ずつ垂れ下がっており、昇降や飛び移りを行うことができる。
巨大なドーナツは画面上部にある。Dodoは巨大なドーナツの前を往復しつつ、画面上部左右にあるキャンディマシンを回してキャンディを落下させ、Billyがこれに当たるとミスになる。
STEEL WORKS SIZZLE
exA-Arcadia版で追加されたステージ。BGMは新規曲が用いられている。
乗ると下段に滑り落ちる台が配置されている。また、ステージ内にある器が一定間隔で傾き、溶鋼が落下する。小さなドーナツをすべて取得すると、巨大なドーナツのある足場に繋がるはしごが現れる。
巨大なドーナツは画面上部にある。Dodoは巨大なドーナツの前を往復しながら画面上部左右のバルブを回して溶鋼の器を傾ける。Billyが溶鋼に当たるとミスになる。
DODO'S LAIR
ゲートが複数配置されており、Billyが中に入ると同色のゲートにワープすることができる。
巨大なドーナツは画面中央にある。Dodoは画面上部左側から巨大な火球を落とし、火球は地形に沿って転がっていく。
BONUS PUMPKIN BOUNCE
ボーナスステージ。このステージでは、Billyではなくカボチャが乗った台車を左右方向に操作する。Billyがカボチャ部分に乗ると高く跳ね上がり、これを利用して空中にある小さなドーナツを取得していく。
巨大なドーナツはなく、Dodoもいない。すべてのドーナツが光っており、取得時に必ずコンボ状態となる。ドーナツをすべて取得するかBillyが落下した時に終了し、次の周の「FUN HOUSE FIASCO」ステージに移行する。落下してもライフは減らない。

## 敵キャラクター
SNIFFY
緑色のネズミのような敵。地形を左右に往復し続ける。体が小さいので飛び越えることができる。
STINKY
便器のような敵。Billyを追跡するように動き、はしごの昇降や隙間の飛び越えも行う。Billyと同等の大きさのため飛び越えることができない。
WINKY
ゴーストのような敵。MEDIUM（NORMAL）以上の難易度で登場する。ステージ内の左右いずれかの端で点滅後に現れ、波打つような軌道で空中を飛んでステージを横切る。